# Klimatologie
Die Klimatologie ist eine interdisziplinäre Wissenschaft der Fachgebiete Meteorologie, Geographie, Geologie, Ozeanographie und Physik. Sie erforscht die Gesetzmäßigkeiten des Klimas, also des durchschnittlichen Zustandes der Atmosphäre an einem Ort sowie der darin wirksamen Prozesse. Hierzu bedient sich die Klimawissenschaft unter anderem statistischer Methodik.
Klimatologische Erkenntnisse ergeben sich aus der langfristigen Beobachtung und Modellierung der Strahlung, der Temperatur, des Luftdrucks, der Winde und Windsysteme und des Niederschlags sowie der geographischen Faktoren, wie Längen- und Breitengrad, Höhenlage, Oberflächengestalt, Bodenbeschaffenheit und der Vegetation. Atmosphärenphysikalische sowie paläoklimatologische Untersuchungen fließen ebenfalls in klimatologische Forschung ein.

## Skalen
Die Klimatologie befasst sich mit atmosphärischen Phänomenen unterschiedlicher räumlicher und zeitlicher Größenordnungen. Weil sich aus den großen raumzeitlichen Unterschieden auch Unterschiede in der Methodik ergeben, hat sich eine dreistufige Einteilung der Maßstäbe bewährt.
- Das Mikroklima beschränkt sich auf wenige Meter bis einige Kilometer, z. B. ein Zimmer, eine Wiese oder einen Straßenzug. Ein Pionier auf diesem Gebiet war der Botaniker Gregor Kraus.
- Das Mesoklima bezieht sich auf Landschaften oder Länder bis zu einigen hundert Kilometern Ausdehnung.
- Das Makroklima beschreibt kontinentale und globale Zusammenhänge.

Der zeitliche Maßstab schwankt zwischen wenigen Minuten einer Mikroturbulenz, über tägliche und monatliche Veränderungen von Jahreszeiten, bis hin zu jahrelangen Trends, wie beispielsweise der globalen Erwärmung.

## Klassifikation
In der Klimatologie können Gebiete mit ähnlichen klimatischen Bedingungen nach verschiedenen Systemen (Klassifikationen) Klimazonen zugeordnet werden. Die Klimaklassifikation nach Köppen benutzt hierfür die mittlere jährliche Temperatur- und Niederschlagsverteilung, dargestellt in einem hygrothermischen Klimadiagramm. Die einzelnen Zonen werden mit einem zwei- bis vierstelligen Buchstabencode versehen. Als Grenze einer Klimazone hat Wladimir Peter Köppen die natürliche Verbreitung bestimmter typischer Pflanzenarten vorgeschlagen.

## Teildisziplinen
Die Klimatologie und Klimaforschung ist keine scharf abgegrenzte, geschlossene Wissenschaft, sondern beschäftigt sich als primäres Teilgebiet der Meteorologie und Geographie mit den physikalischen Erscheinungen der Lufthülle der Erde und ihrer Interaktion mit den Gegebenheiten der Erdoberfläche in Raum und Zeit.
Es werden vier Teildisziplinen der Klimatologie unterschieden:
- Die Theoretische Klimatologie bzw. Allgemeine Klimatologie beschäftigt sich mit Physik der Atmosphäre, insbesondere der Zusammensetzung und dem Aufbau der Atmosphäre, der Solarkonstante, dem Strahlungshaushalt, dem Wärmehaushalt, der Lufttemperatur, dem Wasserhaushalt, dem Niederschlag, dem Luftdruck und Wind, der planetarischen Zirkulation und in jüngerer Zeit mit der Entwicklung von Klimamodellen.
- Die Regionale Klimatologie beschäftigt sich mit Witterung und Klima in den Tropen, Subtropen, der außertropischen Westwindzone und den Polargebieten.
- Die Spezielle Klimatologie beschäftigt sich mit Klimaänderungen, der Klimageschichte und der Klimafolgenforschung, wie dem Treibhauseffekt, der globalen Erwärmung sowie mit der Verwundbarkeit (Vulnerabilität) der vom Klimawandel betroffenen Systeme.
- Die Angewandte Klimatologie beschäftigt sich mit der globalen Erwärmung, insbesondere dem Klimaschutz und der Anpassung an die Folgen des Klimawandels.

## Unterdisziplinen
Darüber hinaus haben sich viele Spezialgebiete bzw. Unterdisziplinen der Klimatologie entwickelt. Einige dieser Überschneidungen sind jedoch häufig Gegenstand wissenschaftlicher Arbeiten, so dass sich feste Bezeichnungen etabliert haben, die in der Regel der speziellen Klimatologie zugeordnet werden können.
- Die Klimageographie untersucht vor allem die Wechselwirkung des Klimasystems mit anderen Systemen, also beispielsweise Ökosystemen. In diesem Zusammenhang können auch die Begriffe Stadt- und Geländeklimatologie der Klimageographie zugeordnet werden.
- Die Bioklimatologie untersucht die Einwirkungen des Klimas auf die Lebewesen, insbesondere auf den Menschen.
- Die Geländeklimatologie beschäftigt sich mit dem Klima der unteren Atmosphäre, der atmosphärischen Grenzschicht. Es werden vor allem die Wechselwirkungen zwischen Atmosphäre und der Beschaffenheit der natürlichen Erdoberfläche betrachtet.
- Die Stadtklimatologie untersucht ebenfalls das Klima der Grenzschicht, beobachtet jedoch die Veränderungen des Klimas durch urbane Strukturen, also die Auswirkungen von Gebäuden und Straßen auf das lokale Klima. Siehe hierzu: Stadtklima.
- Die Paläoklimatologie beschäftigt sich mit der Klimageschichte, also dem Klima vergangener Zeiten bis in frühe Formen der Erdatmosphäre, sie nimmt eine zentrale Stellung in der Klimatologie ein, wird allerdings der Historischen Geologie zugerechnet.
- Die Historische Klimatologie befasst sich mit der Klimageschichte in historischer Zeit, also in Epochen, aus denen Schriftquellen vorliegen. Darüber hinaus weist sie mehrere Schnittstellen zu einigen Spezialgebieten der Archäologie auf, wie der Gletscher-, Küsten- und Geoarchäologie.
- Die Aeroklimatologie bezeichnet die Untersuchung klimatischer Vorgänge in der Atmosphäre.
- Die Strahlungsklimatologie untersucht die Einwirkungen der Strahlung (wie der UV-Strahlung) auf Klima und Lebewesen.

## Modelle
Die Klimatologie verwendet Modelle, um komplexe Phänomene zu beschreiben. Diese Modelle werden als Computermodelle auch dazu verwendet, um die Auswirkungen des Klimawandels in verschiedenen Szenarien abzuschätzen.
Die klimatologischen Modelle dienen dem Auffinden möglicher Trends und der Gewichtung einzelner Faktoren.

## Stand der Forschung

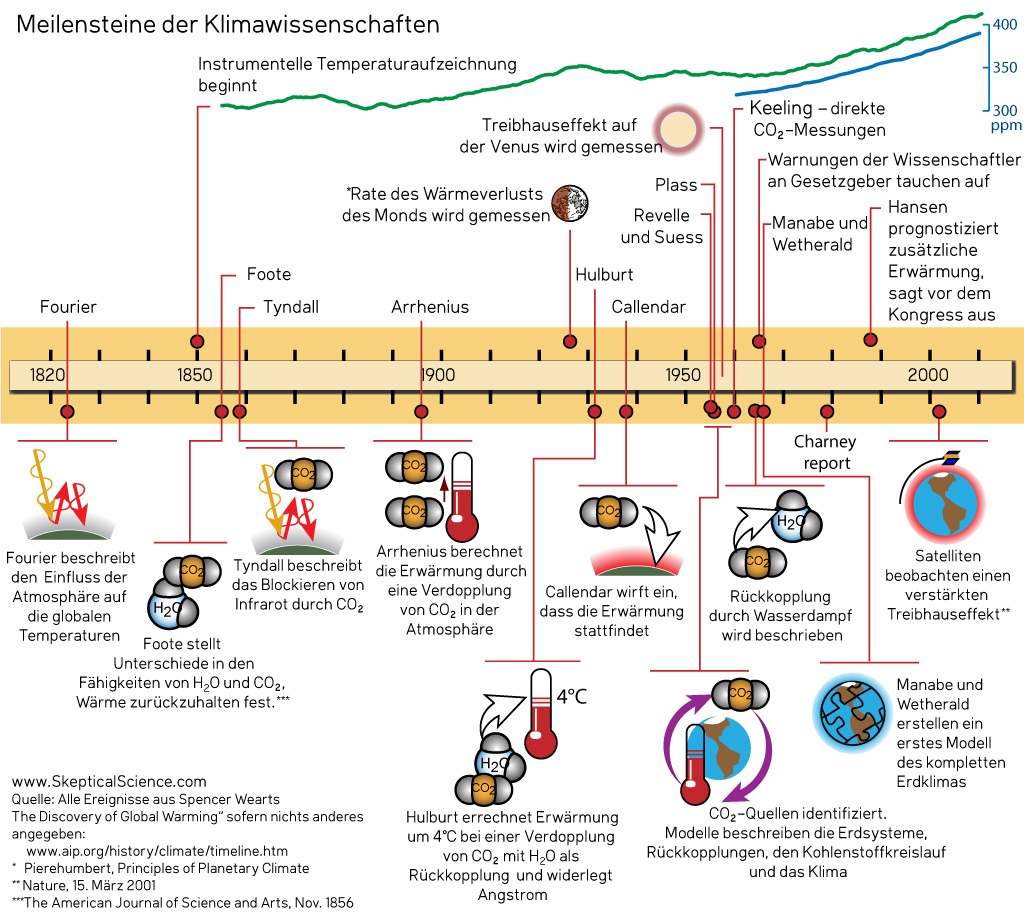
Meilensteine der Klimawissenschaften seit 1800

Der Stand der Forschung in der Klimatologie wird vom Weltklimarat (IPCC) in regelmäßigen Abständen zusammengefasst und publiziert. Er enthält darüber hinaus auch kurze Zusammenfassungen von Kernaussagen für politische Entscheidungsträger.
Neben dem IPCC stellt auch die American Association for the Advancement of Science – die weltweit größte wissenschaftliche Gesellschaft – dar, dass es in der Klimatologie unstrittig ist, dass ein vom Menschen verursachter Klimawandel stattfindet und betont den zu vielen Aspekten der Klimatologie herrschenden Konsens.

## Anhang

### Historische Literatur
- Johann Gottfried Galle: Grundzüge der Schlesischen Klimatologie. J. Max & Komp., Breslau 1857.